# Łobez
Łobez /ˈwɔbɛs/ (fil) (tyska: Labes, kasjubiska: Łobéz) är en stad i nordvästra Polen, belägen i den centrala delen av Västpommerns vojvodskap, 80 km öster om Szczecin. Tätorten har 10 066 (2019) invånare och är centralort i stads- och landskommunen Gmina Łobez, med totalt 14 263 invånare (2015). Łobez är dessutom sedan 2002 huvudort i distriktet med samma namn, Powiat łobeski, med totalt 36 696 invånare (2019).

## Geografi

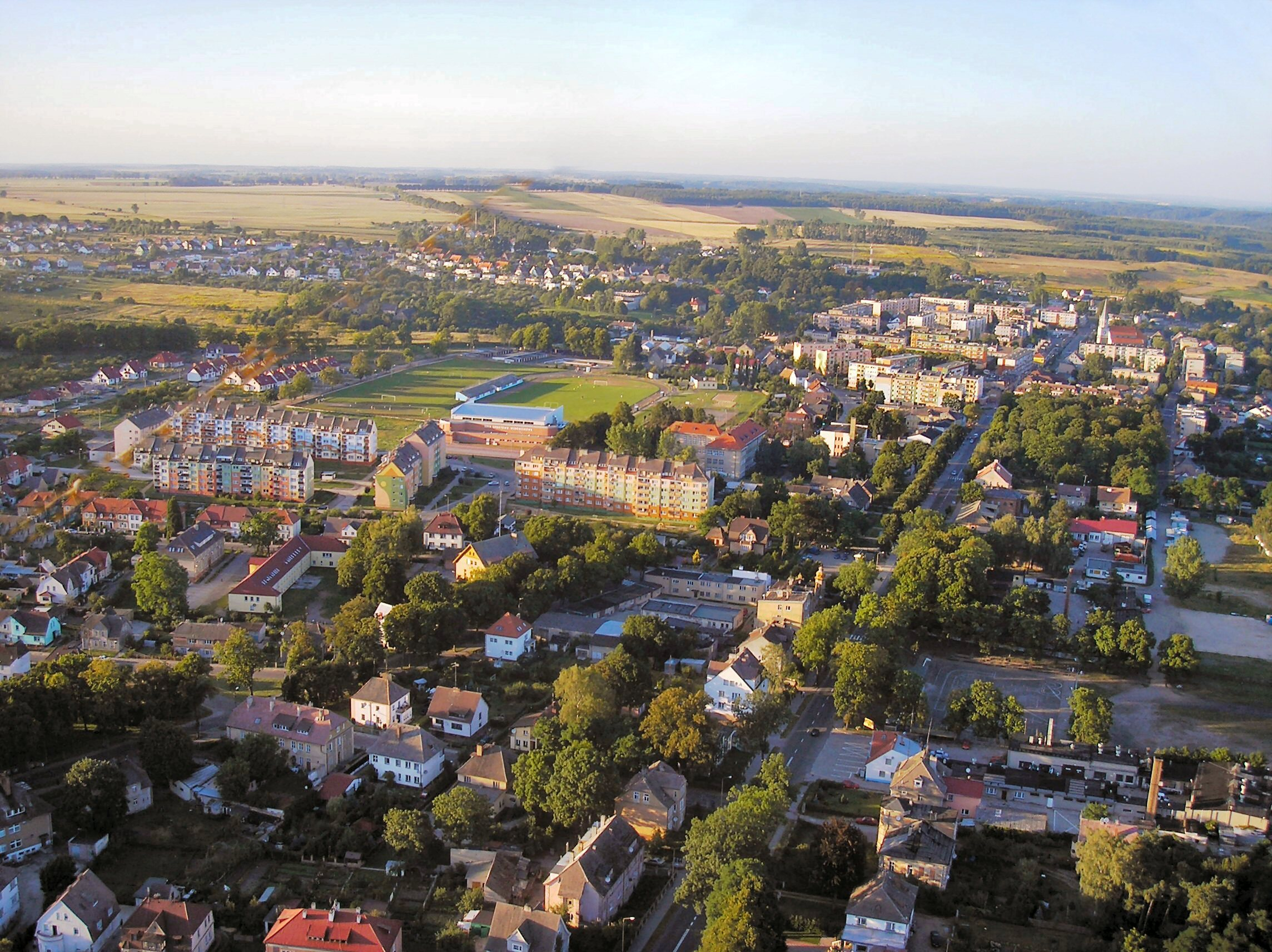
Flygfoto över Łobez centrala delar.

Łobez ligger vid floden Rega som rinner norrut mot Östersjön. Staden omges av ett skogrikt landskap.

## Historia
Arkeologiska fynd visar att en slavisk bosättning fanns sydväst om den nuvarande stadskärnan under tidig medeltid. De första tyska länsherrarna i trakten var adelssläkten von Borcke, som ända till 1800-talet förblev lokala länsherrar. Staden fick stadsrättigheter under slutet av 1200-talet och omnämns första gången som stad 1275, under namnet Lobese. Staden tillhörde hertigdömet Pommern fram till 1637, och blev efter huset Grips utslocknande tillsammans med Hinterpommern del av kurfurstendömet Brandenburg, efter 1701 även kungadömet Preussen. 1537 infördes den lutherska reformationen i staden.
Staden brann 1637 och 1685. Under 1700-talet var väveri, jordbruk och skomakeri de dominerande näringarna. Staden var känd för sin tillverkning av träskor. Efter den stora preussiska förvaltningsreformen 1815 blev staden administrativt säte för Kreis Regenwalde i provinsen Pommern. 1859 fick staden järnvägsanslutning och en station på järnvägen mellan Stargard och Köslin.
Bland större företag i orten grundade under industrialiseringen fanns bröderna Kaisers maskinfabrik och en stängselfabrik, en stärkelsefabrik, två kvarnar och en kalksandstensfabrik. I staden grundades 1876 också ett statligt stuteri, det enda i Pommern.
Staden tillföll Folkrepubliken Polen vid andra världskrigets slut 1945 genom Potsdamöverenskommelsen. I samband med de sovjetiska truppernas erövring av staden 1945 brandskadades stadskärnan svårt. De polska myndigheterna tvångsförflyttade den återstående tyska befolkningen västerut och staden döptes officiellt om till den nuvarande polska namnformen Łobez. Under de första decennierna efter krigsslutet återbefolkades staden av polska och ukrainska bosättare från andra delar av Polen och från de tidigare polska områdena öster om Curzonlinjen.

### Borgmästare
| 1632 – Carsten Beleke           |  | 1809 – Johann Georg Falck                                            |
| 1670 – Bernd Bublich            |  | 1823–1840 – Johann Friedrich Rosenow                                 |
| 1700 – Paul Belecke             |  | 1842–1844 – Adolf Ludwig Ritter (privremeno)                         |
| 1702 – Theele                   |  | 1844–1845 – Albert Wilhelm Rizky                                     |
| 1723 – F. C. Hackebeck          |  | 1846–1852 – Heinich Ludwig Gotthilf Hasenjäger                       |
| 1734 – F. W. Weinholz           |  | prije 1859. Hasenjaeger                                              |
| 1736 – Schulze                  |  | 1852–1864 – Carl Albert Alexander Schüz                              |
| 1732 – Hackenberken             |  | 1921 – Willi Kieckbeusch                                             |
| 1745 – M. C. Frize              |  | 1945 – Hackelberg, Teofil Fiutowski, Stefan Nowak, Feliks Mielczarek |
| 1746 – Johann Friedrich Thym    |  | 1946 – Władysław Śmiełowski                                          |
| 1752 – Johann Gottsried Severin |  | 1948 – Tadeusz Klimski                                               |
| 1753? – J. F. von Flige         |  | 1949 – Ignacy Łepkowski                                              |
| 1757 – Johann Friedrich Thym    |  | 1972-1990 - Zbigniew Con                                             |
| 1757 – Heller                   |  | 1990–94 - Marek Romejko                                              |
| 1767 – Gottlieb Timm            |  | 1994–1998 - Jan Szafran                                              |
| 1775 – Johann Gottfried Severin |  | 1998–2002 - Halina Szymańska                                         |
| 1790 – Jahncke                  |  | 2002–2006 - Marek Romejko                                            |
| 1805 – Heinrich (?) Falck       |  | 2006–2014 - Ryszard Sola                                             |
| 1806 – Zuther (drugi dan 1712)  |  | 2014 - Piotr Ćwikła                                                  |
| 1806 – Nemitz                   |  |                                                                      |